# Komitet Francusko-Niemiecki
Komitet Francusko-Niemiecki (fr. Comité France-Allemagne, CFA) – francuska organizacja działająca w duchu pojednania francusko-niemieckiego w II połowie lat 30. XX wieku.
Komitet został założony 22 listopada 1935 r. przez weterana I wojny światowej, Georges'a Scapiniego. Powstał równolegle z podobną organizacją w Niemczech pod nazwą Stowarzyszenie Niemiecko-Francuskie (Deutsch-Französische Gesellschaft), której jednym z głównych członków był Otto Abetz, późniejszy ambasador III Rzeszy w okupowanej Francji. W skład komitetu honorowego Komitetu Francusko-Niemieckiego weszli pisarze Pierre Benoit, Jules Romains, Louis Bertrand, kompozytor Florent Schmitt, germanista Henri Lichtenberger, zaś rady administracyjnej – przywódca związków kombatanckich Jean Goy, Georges Scapini, dziennikarze i publicyści Ferdinand de Brinon, Pierre Drieu la Rochelle, Betrand de Jouvenel, Jacques Benoist-Méchin, Jean Weiland. 
Duża część z tych osób w okupowanej Francji będzie odgrywać ważną rolę w propagowaniu kolaboracji z Niemcami (na bazie Komitetu powstanie Grupa Collaboration). Komitet działał na obszarze całego kraju i był dofinansowywany przez władze francuskie. Jednym z jego głównych nurtów działalności – oprócz kwestii współpracy francusko-niemieckiej – były sprawy przyszłej integracji europejskiej. W organizowanych przez niego spotkaniach i dyskusjach brali udział m.in. Henri de Man z Belgii, Arthur Moeller van den Bruck z Niemiec, czy rodzimi działacze i publicyści, jak Jean Luchaire. W rzeczywistości Komitet był narzędziem narodowo socjalistycznej propagandy.
Został rozwiązany 24 maja 1939 r. własną decyzją.